# Szczytowy przepływ wydechowy

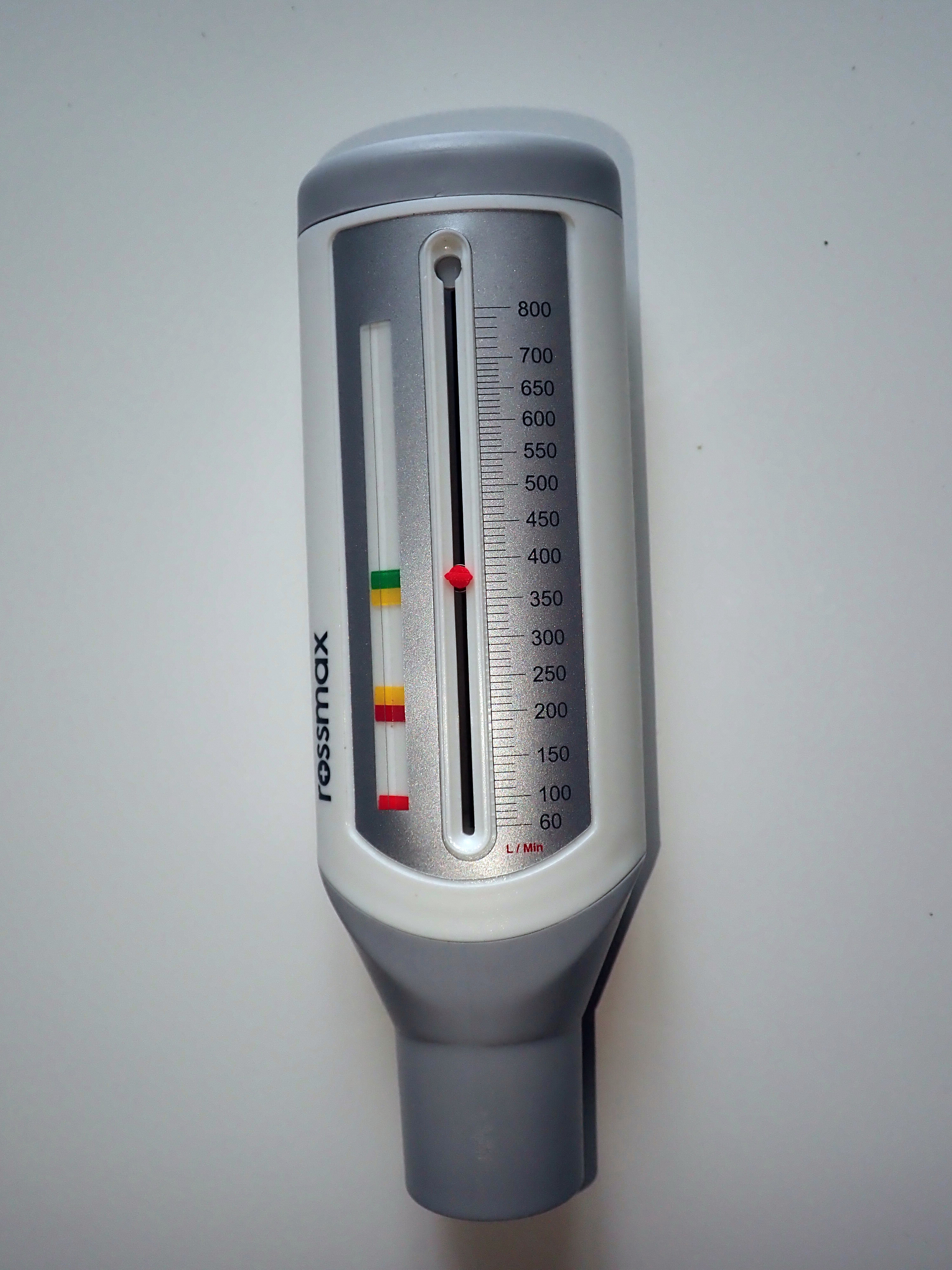
Pikflometr (miernik szczytowego przepływu wydechowego)

Szczytowy przepływ wydechowy, PEF (z ang. peak expiratory flow) – parametr spirometryczny określający maksymalne natężenie przepływu powietrza przez drogi oddechowe podczas maksymalnie nasilonego wydechu, wyrażany w l/min.
Konstruktorem pierwszego przepływomierza szczytowego był w 1959 roku Basil Martin Wright. Do dziś używa się urządzeń wykorzystujących zasadę działania jego aparatu, zwanych pikflometrami (z ang. peak flow meter), dostępnych także w wersji zminiaturyzowanej (minipikflometry).
Przenośne pikflometry pozwalają na wykonywanie przez pacjentów cierpiących na astmę oskrzelową i POChP samodzielnych pomiarów szczytowego przepływu wydechowego, będących podstawą samokontroli.
Wartość PEF zależna jest od pory dnia: najniższa jest nad ranem, pomiędzy godziną 400 a 600, a najwyższa po południu, pomiędzy godziną 1600 a 1800. Za prawidłową zmienność dobową uznaje się występowanie różnicy mniejszej niż 20%.
Prawidłowa wartość PEF dla danego pacjenta zależy od jego płci, wieku, wzrostu i włożonego wysiłku. W przybliżeniu zakres normy odpowiada ±20% wartości należnej.
W trakcie wykonania spirometrii można także wyznaczyć szczytowy przepływ wdechowy (PIF, z ang. peak inspiratory flow), rejestrowany w trakcie maksymalnie natężonego wdechu. PIF nie ma większego znaczenia diagnostycznego, ale może być pomocny przy doborze inhalatora.